# Nigel Bagnall
Nigel Thomas Bagnall (Calcutta, 10 febbraio 1927 – Maidenhead, 8 aprile 2002) è stato un generale britannico.

## Biografia
Bagnall apparteneva ad una famiglia borghese piuttosto benestante: suo padre, Sir Wilfred Bagnall (1889-1954), era un funzionario civile dell'amministrazione britannica in India, mentre sua madre Ann Wallace (1895-1970) era figlia di un ufficiale della polizia coloniale; sia Nigel che il suo fratello maggiore Baldwin vennero educati in Inghilterra presso il Wellington College di Crowthorne, nel Berkshire, del quale la famiglia Bagnall era originaria.
A diciannove anni, nel 1946, venne arruolato come sottotenente nel reggimento di fanteria Green Howards, e servì in Palestina, Malaya (dove in quanto comandante di plotone e tenente ricevette la Military Cross), Singapore, Cipro e in Germania; nel 1967, come maggiore, cambiò reggimento venendo trasferito nel 4th/7th Royal Dragoon Regiment.
Nel 1968 sposò Henrietta Charlotte Eiluned Paget (1949), figlia di Lord Anglesey, dalla quale ebbe tre figli.
Nel 1975 fu promosso a colonnello e nel 1980 comandante il Primo Corpo d'Armata Britannico e due anni dopo comandante in capo dell'Armata Britannica del Reno e comandante del gruppo d'armate settentrionale della NATO (COMNORTHAG). In questo ruolo fu responsabile della formazione di nuovi stati maggiori, dell'introduzione di un'unica uniforme dello Standard Operatoning Procedures (SOPs) e dell'orientamento di un piano di difesa e di offesa contro possibili attacchi dell'Unione Sovietica.
A causa dei suoi numerosi meriti, nel 1985 divenne Capo dello stato maggiore generale (carica che detenne fino al 1989) e venne promosso tenente generale, mentre nel 1988 divenne il sessantacinquesimo maresciallo di campo del Regno Unito.
Fu anche uno storico militare ed insegnò al Balliol College di Oxford; fu autore di una storia delle Guerre puniche, pubblicata nel 1990, e di una storia della Guerra del Peloponneso, pubblicata due anni dopo la sua morte, nel 2004.

## Opere storiografiche
- Nigel Bagnall, The Punic Wars: Rome, Carthage and the Struggle for the Mediterranean, London, Hutchinson, 1990.
- Nigel Bagnall, The Pelonnesian War: Athens, Sparta and the Struggle for Greece, London, Pimlico, 2004.